# Griekenland op het wereldkampioenschap voetbal 2010
Griekenland was een van de deelnemende landen aan het wereldkampioenschap voetbal 2010 in Zuid-Afrika. Het was de tweede deelname van de Zuid-Europese ploeg aan een WK-eindronde. De eerste keer was in 1994. Ook toen werd Griekenland in de voorronde uitgeschakeld.

## Oefeninterlands
Griekenland speelde drie oefeninterlands in de aanloop naar het WK voetbal in Zuid-Afrika.

|                                                             |             |                                     |         |                                                                                      |
| 3 maart 2010 Vriendschappelijk «onderlinge duels» 16:00 uur | Griekenland | 0 – 2                               | Senegal | Panthessalikostadion, Volos Toeschouwers: 10.000 Scheidsrechter: Damir Skomina (SLO) |
| 3 maart 2010 Vriendschappelijk «onderlinge duels» 16:00 uur |             | 71' Mamadou Niang 80' Guirane N'Daw |         | Panthessalikostadion, Volos Toeschouwers: 10.000 Scheidsrechter: Damir Skomina (SLO) |

|                                                            |                                              |       |                      |                                                                                        |
| 25 mei 2010 Vriendschappelijk «onderlinge duels» 20:00 uur | Griekenland                                  | 2 – 2 | Noord-Korea          | Cashpoint Arena, Altach Toeschouwers: 3.000 Scheidsrechter: Robert Schörgenhofer (AUT) |
| 25 mei 2010 Vriendschappelijk «onderlinge duels» 20:00 uur | Kostas Katsouranis 2' Angelos Charisteas 48' |       | 24', 51' Tae-Se Jong | Cashpoint Arena, Altach Toeschouwers: 3.000 Scheidsrechter: Robert Schörgenhofer (AUT) |

|                                                            |             |                                   |          |                                                                                               |
| 2 juni 2010 Vriendschappelijk «onderlinge duels» 19:00 uur | Griekenland | 0 – 2                             | Paraguay | Stadion Schützenwiese, Winterthur Toeschouwers: 5.200 Scheidsrechter: Claudio Circhetta (SUI) |
| 2 juni 2010 Vriendschappelijk «onderlinge duels» 19:00 uur |             | 9' Enrique Vera 25' Lucas Barrios |          | Stadion Schützenwiese, Winterthur Toeschouwers: 5.200 Scheidsrechter: Claudio Circhetta (SUI) |

## Selectie
data corresponderend met situatie voorafgaand aan toernooi
| Nummer / Naam      | Nummer / Naam             | Geboortedatum | Caps | Goals | Club               | Duels | Goal | Kreeg geel | Kreeg voor de tweede keer geel en dus rood | Weggestuurd |
| Doel               | Doel                      | Doel          | Doel | Doel  | Doel               | Doel  | Doel | Doel       | Doel                                       | Doel        |
| ------------------ | ------------------------- | ------------- | ---- | ----- | ------------------ | ----- | ---- | ---------- | ------------------------------------------ | ----------- |
| 1                  | Konstantinos Chalkias     | 30/05/1974    |      |       | PAOK Saloniki      | 0     | 0    | 0          | 0                                          | 0           |
| 12                 | Alexandros Tzorvas        | 12/08/1982    |      |       | Panathinaikos      | 3     | 0    | 0          | 0                                          | 0           |
| 13                 | Michalis Sifakis          | 09/09/1984    |      |       | Aris FC            | 0     | 0    | 0          | 0                                          | 0           |
| Verdediging        |                           |               |      |       |                    |       |      |            |                                            |             |
| 2                  | Giourkas Seitaridis       | 04/06/1981    |      |       | Panathinaikos      | 1     | 0    | 0          | 0                                          | 0           |
| 4                  | Nikos Spiropoulos         | 10/10/1983    |      |       | Panathinaikos      | 1     | 0    | 0          | 0                                          | 0           |
| 5                  | Vangelis Moras            | 26/08/1981    |      |       | Bologna FC 1909    | 1     | 0    | 0          | 0                                          | 0           |
| 8                  | Avraam Papadopoulos       | 03/12/1984    |      |       | Olympiakos Piraeus | 3     | 0    | 0          | 0                                          | 0           |
| 11                 | Loukas Vyntra             | 05/02/1981    |      |       | Panathinaikos      | 3     | 0    | 0          | 0                                          | 0           |
| 15                 | Vasilis Torosidis         | 10/06/1985    |      |       | Olympiakos Piraeus | 3     | 1    | 1          | 0                                          | 0           |
| 16                 | Sotirios Kyrgiakos        | 23/07/1979    |      |       | Liverpool FC       | 2     | 0    | 0          | 0                                          | 0           |
| 19                 | Sokratis Papastathopoulos | 09/06/1988    |      |       | Genoa CFC          | 2     | 0    | 1          | 0                                          | 0           |
| 22                 | Stelios Malezas           | 11/03/1985    |      |       | PAOK Thessaloniki  | 0     | 0    | 0          | 0                                          | 0           |
| Middenveld         |                           |               |      |       |                    |       |      |            |                                            |             |
| 3                  | Christos Patsatzoglou     | 19/03/1979    |      |       | Omonia Nicosia     | 2     | 0    | 0          | 0                                          | 0           |
| 6                  | Alexandros Tziolis        | 13/02/1985    |      |       | AC Siena           | 3     | 0    | 1          | 0                                          | 0           |
| 10                 | Giorgos Karagounis        | 06/03/1977    |      |       | Panathinaikos      | 3     | 0    | 0          | 0                                          | 0           |
| 18                 | Sotiris Ninis             | 03/04/1990    |      |       | Panathinaikos      | 2     | 0    | 0          | 0                                          | 0           |
| 21                 | Kostas Katsouranis        | 21/06/1979    |      |       | Panathinaikos      | 3     | 0    | 1          | 0                                          | 0           |
| 23                 | Athanassios Prittas       | 09/01/1979    |      |       | Aris FC            | 0     | 0    | 0          | 0                                          | 0           |
| Aanval             |                           |               |      |       |                    |       |      |            |                                            |             |
| 7                  | Georgios Samaras          | 21/02/1985    |      |       | Celtic FC          | 3     | 0    | 1          | 0                                          | 0           |
| 9                  | Angelos Charisteas        | 09/02/1980    |      |       | 1. FC Nürnberg     | 1     | 0    | 0          | 0                                          | 0           |
| 14                 | Dimitrios Salpigidis      | 18/08/1981    |      |       | Panathinaikos      | 2     | 1    | 0          | 0                                          | 0           |
| 17                 | Theofanis Gekas           | 23/05/1980    |      |       | Hertha BSC         | 2     | 0    | 0          | 0                                          | 0           |
| 20                 | Pantelis Kapetanos        | 08/06/1983    |      |       | Steaua Boekarest   | 1     | 0    | 0          | 0                                          | 0           |
| Bondscoach         |                           |               |      |       |                    |       |      |            |                                            |             |
| Vlag van Duitsland | Otto Rehhagel             | 09/08/1938    |      |       |                    |       |      |            |                                            |             |

## WK-wedstrijden

### Groep B
|                                           |                                  |           |             | |
| 12 juni 2010 «onderlinge duels» 13:30 uur | Zuid-Korea                       | 2 – 0     | Griekenland | Nelson Mandelabaai Stadion, Port Elizabeth Toeschouwers: 31.513 Scheidsrechter: Michael Hester (NZL) |
| 12 juni 2010 «onderlinge duels» 13:30 uur | Lee Jung-Soo 7' Park Ji-Sung 53' | (details) |             | Nelson Mandelabaai Stadion, Port Elizabeth Toeschouwers: 31.513 Scheidsrechter: Michael Hester (NZL) |

|                                           |                                                |           |               |                                                                                     |
| 17 juni 2010 «onderlinge duels» 16:00 uur | Griekenland                                    | 2 – 1     | Nigeria       | Vrystaatstadion, Bloemfontein Toeschouwers: 31.593 Scheidsrechter: Óscar Ruiz (COL) |
| 17 juni 2010 «onderlinge duels» 16:00 uur | Dimitrios Salpigidis 44' Vasilis Torosidis 71' | (details) | 16' Kalu Uche | Vrystaatstadion, Bloemfontein Toeschouwers: 31.593 Scheidsrechter: Óscar Ruiz (COL) |

|                                           |             |           |                                          |                                                                                            |
| 22 juni 2010 «onderlinge duels» 20:30 uur | Griekenland | 0 – 2     | Argentinië                               | Peter Mokaba Stadion, Polokwane Toeschouwers: 35.000 Scheidsrechter: Ravshan Irmatov (UZB) |
| 22 juni 2010 «onderlinge duels» 20:30 uur |             | (details) | 77' Martín Demichelis 89' Martín Palermo | Peter Mokaba Stadion, Polokwane Toeschouwers: 35.000 Scheidsrechter: Ravshan Irmatov (UZB) |

### Eindstand
| Land        | Wed | Win | Gel | Ver | DV | DT | +/- | Pnt |
| ----------- | --- | --- | --- | --- | -- | -- | --- | --- |
| Argentinië  | 3   | 3   | 0   | 0   | 7  | 1  | 6   | 9   |
| Zuid-Korea  | 3   | 1   | 1   | 1   | 5  | 6  | -1  | 4   |
| Griekenland | 3   | 1   | 0   | 2   | 2  | 5  | -3  | 3   |
| Nigeria     | 3   | 0   | 1   | 2   | 3  | 5  | -2  | 1   |

EPO · A-internationals · Bondscoaches · Selecties · Grieks vrouwenelftal · Olympisch elftal · Griekenland U21 · Griekenland U20 · Griekenland U19 · Griekenland U18 · Griekenland U17 · Griekenland U16
1920 – 1929 ·
1930 – 1939 ·
1940 – 1949 ·
1950 – 1959 ·
1960 – 1969 ·
1970 – 1979 ·
1980 – 1989 ·
1990 – 1999 ·
2000 – 2009 ·
2010 – 2019 ·
2020 − 2029
EK 1980 · 
EK 2004 · 
EK 2008 · 
EK 2012
WK 1994 · 
WK 2010 · 
WK 2014
OS 1920 · 
OS 1952 · 
OS 2004
1920 · 
1921–1928 · 
1929 · 
1930 · 
1931 · 
1932 · 
1933 · 
1934 · 
1935 · 
1936 · 
1937 · 
1938 · 
1939–1947 · 
1948 · 
1949 · 
1950 · 
1952 · 
1952 · 
1953 · 
1954 · 
1955 · 
1956 · 
1957 · 
1958 · 
1959 · 
1960 · 
1961 · 
1962 · 
1963 · 
1964 · 
1965 · 
1966 · 
1967 · 
1968 · 
1969 · 
1970 · 
1971 · 
1972 · 
1973 · 
1974 · 
1975 · 
1976 · 
1977 · 
1978 · 
1979 · 
1980 · 
1981 · 
1982 · 
1983 · 
1984 · 
1985 · 
1986 · 
1987 · 
1988 · 
1989 · 
1990 · 
1991 ·
1992 · 
1993 · 
1994 · 
1995 · 
1996 · 
1997 · 
1998 · 
1999 · 
2000 · 
2001 · 
2002 · 
2003 · 
2004 · 
2005 · 
2006 · 
2007 · 
2008 · 
2009 · 
2010 · 
2011 · 
2012 · 
2013 · 
2014 · 
2015 · 
2016 · 
2017 · 
2018 ·
2019 ·
2020 ·
2021 ·
2022 ·
2023
Albanië ·
Argentinië ·
Armenië ·
Australië ·
België ·
Bolivia ·
Bosnië en Herzegovina ·
Brazilië ·
Bulgarije ·
Canada ·
Chili ·
Colombia ·
Costa Rica ·
Cyprus ·
Denemarken ·
DDR · 
Duitsland ·
Ecuador · 
Egypte ·
El Salvador ·
Engeland ·
Estland ·
Ethiopië ·
Faeröer ·
Finland ·
Frankrijk ·
Georgië ·
Ghana ·
Gibraltar ·
Honduras ·
Hongarije ·
Ierland ·
IJsland ·
Israël ·
Italië ·
Ivoorkust ·
Japan ·
Joegoslavië ·
Kameroen ·
Kazachstan ·
Kosovo ·
Kroatië ·
Letland ·
Libië ·
Liechtenstein ·
Litouwen ·
Luxemburg ·
Malta ·
Marokko ·
Mexico ·
Moldavië ·
Montenegro ·
Nederland ·
Nieuw-Zeeland ·
Nigeria ·
Noord-Ierland ·
Noord-Korea · 
Noorwegen ·
Oekraïne ·
Oostenrijk ·
Palestina ·
Paraguay · 
Polen ·
Portugal ·
Qatar ·
Roemenië ·
Rusland ·
San Marino ·
Saoedi-Arabië · 
Schotland ·
Senegal · 
Servië · 
Slovenië ·
Slowakije ·
Sovjet-Unie ·
Spanje ·
Syrië ·
Tsjechië ·
Tsjecho-Slowakije ·
Turkije ·
Verenigde Staten ·
Wales ·
Wit-Rusland · 
Zuid-Korea ·
Zweden ·
Zwitserland
Colombia (2014) · 
Costa Rica (2014) · 
Duitsland (2012) · 
Ivoorkust (2014) · 
Japan (2014) ·
Polen (2012) ·
Portugal (2004, 2) · 
Rusland (2008) ·
Rusland (2012) ·
Spanje (2008) ·
Tsjechië (2012) ·
Zuid-Korea (2010) ·
Zweden (2008)